# Ольговка (Новосибирская область)
Ольговка — упразднённый посёлок в Карасукском районе Новосибирской области. На момент упразднения входил в состав Благодатского сельсовета. Исключен из учётных данных в 1971 году.

## География
Посёлок располагался у озера-старицы на левобережье реки Баганёнок, в 7,5 км (по прямой) к северо-востоку от села Благодатное.

## История
Посёлок был основан в 1911 г. В 1928 году состоял из 92 хозяйств. В административном отношении являлся центром Ольговского сельсовета Черно-Курьинского района Славгородского округа Сибирского края. В посёлке размешалась школа 1-й ступени.
Решением Новосибирского облисполкома от 04.01.1971 г. № 2 посёлок исключен из учётных данных как фактически не существующий.

## Население
В 1928 году в посёлке проживало 437 человек (224 мужчины и 213 женщин), основное население — украинцы.